# Ferda Mravenec (loutkový film)
Ferda Mravenec je krátký černobílý loutkový film Hermíny Týrlové a Vladimíra Zástěry z roku 1942. Z knihy Ferda Mravenec Ondřeje Sekory přebírá jen několik postav a některé motivy.

## Děj
Začal nový den. Ferda Mravenec vylezl z mraveniště a s dalšími mravenci si dal ranní rozcvičku. Pak se sklouznul po skluzavce dolů, vzal trakař a šel do práce. Cestou potkal Hlemýždě (jehož noha je vytvořená ze dvou pásů), jak se dobývá do lusku hrachu. Ferda Hlemýžďovi lusk otevřel zipem a pokračoval v cestě. Došel s trakařem k hromadě větví, kde už čekal luční koník. Zadní nohy koníka Ferda využil jako pilku, větve nařezal a naskládal na trakař. Když byl trakař plný, vydal se Ferda dál. Cestou ale narazil do kostky něčeho dobrého (másla, sýra?) a trakař se mu povalil a dřevo vysypalo. Nedaleko rostoucí kytičkou zazvonil, přiběhli ostatní mravenci (kteří zatím pracovali v mraveništi) a pustili se do hodování. Přišel k nim i Cvrček a přilétla nějaká vosička, která za doprovodu Cvrčka na housličky mravencům zazpívala. Ferdovi se líbila a tak spolu šli na procházku. Opodál měl ale síť Křižák a vosička do ní spadla. Ferda se ji snažil zachránit, ale vlezl tím Křižákovi do pasti a on je chytil oba. Zatímco si Křižák brousil nože na šlapacím brusu, Ferda hvízdal o pomoc. Přivolal tak nejen mravence, kteří stále hodovali, ale hlavně Hlemýždě, který pořád ještě stál u lusku. V pasti zatím pod uvězněnými vyrostl hřib, díky kterému se dostali do výšky a když přijel Hlemýžď, snadno přeskočili na jeho ulitu a spěchali s ním pryč. Křižák se vydal za nimi, když je ale dohnal, uvěznil ho Ferda u Hlemýždě v domku (otevřel do ulity padací dveře). Všichni mravenci poděkovali Hlemýžďovi za záchranu Ferdy a vosičky, Křižáka uvěznili v makovici a vytvořili složitý dopravníkový systém, kterým přiváželi dobrotu k mraveništi, kde tím nakrmili i larvičky. Film končí tancem Ferdy a vosičky, kterým hraje kapela (Cvrček a další) a ostatní mravenci, luční koník i Hlemýžď přihlížejí.

## Uvedení
Snímek byl dokončen v roce 1942, následně byl německými správci studia zakázán. Premiéra proběhla v roce 1944.

## Tvůrci
- Román: Ondřej Sekora
- Režie: Hermína Týrlová, Ladislav Zástěra
- Námět a scénář: Jiří Kolaja, Elmar Klos, Hermína Týrlová
- Loutky: Stanislav Mikuláštík
- Figury: Stanislav Mikuláštík
- Hudba: Miroslav Ponc
- Spolupracovali: Josef Dobřichovský, Pavel Hrdlička, Ladislav Kolda, František Pilát, Zdeněk Plesník, Emil Poupera
- Výroba: Bapoz, Degepo